# 全国橄榄球联盟季后赛
全国橄榄球联盟季后赛是美国國家美式足球聯盟（NFL）在常规赛后进行的一系列比赛的统称，目前一共由12支球队参加，两大联会（AFC和NFC）根据规则各自选出6支队伍。NFL季后赛一共只有11场，最终以“超级碗”收尾，赢取超级碗的球队必须在季后赛中取得全胜。